# Namowy rozliczne dla użytku nauki dziatek wyłożone
Namowy rozliczne dla użytku nauki dziatek wyłożone (łac. Oratiunculae variae puerorum usui exposite) – rozmówki łacińsko-niemiecko-polskie, opublikowane w 1527 w oficynie Hieronima Wietora w Krakowie.

## Historia
Rozmówki są oparte na drugim rozdziale podręcznika do łaciny pt. Pappa puerorum, autorstwa niderlandzkiego humanisty Jana Murmeliusa. Do oryginalnego łacińskiego tekstu Hieronim Wietor dodał przekład na język niemiecki, zaś jako autor przekładu polskiego widnieje Hieronim Polyconius, identyfikowany z Hieronimem Spiczyńskim.
Dzieło miało stanowić pomoc w nauce łaciny. Według tytułu rozmówki skierowane są do dzieci, jednak używane słownictwo jest związane bardziej ze środowiskiem studenckim. Po każdym łacińskim pytaniu i odpowiedzi podane jest tłumaczenie na niemiecki i polski. Przy niektórych wypowiedziach umieszczone są różne tłumaczenia, np. Salve - bis gegrusset - bądź pozdrowion albo Bog cie uzdrow. Ortografia polska rozmówek jest stosunkowo konsekwentna
W rozdziale pierwszym Namów zawarte są m.in. powitania, pożegnania, pytania o nauczycieli, także przekomarzania się. Rozdział drugi poświęcony jest dobrym obyczajom. W rozdziale trzecim umieszczone są przysłowia, w większości tłumaczone z niemieckiego, ale dość swobodnie, często wierszem. Niektóre przysłowia przełożone są wprost z łaciny (np. Oko pańskie konia tuczy - Oculus domini saginat equum). 